# Zellbach (Innerste)
Der Zellbach ist ein 8,1 km langer Bach im Harz, der bei Silbernaal im Stadtgebiet von Clausthal-Zellerfeld im niedersächsischen Landkreis Goslar von rechts der Innerste zufließt.

## Namensherkunft
Vermutlich gibt es hierzu eine Parallele zum Kloster Cella, welches im Mittelalter am Zellbach lag. Der Bach wurde damals Tzelle genannt, das Wort hat seinen Ursprung in dem germanischen Wort kellu, das so viel wie „sumpfiges Wasser“ bedeutet. Der Zellbach soll aber auch nach alten Überlieferungen Hornbach genannt worden sein. So findet sich in einer Urkunde aus dem 16. Jahrhundert die Formulierung „Zellbach, so der Hornbach genannt wird“.

## Verlauf
Der Zellbach entspringt auf rund 605 m ü. NN im Oberharz südöstlich von Clausthal-Zellerfeld nahe der Bundesstraße 242. Der Bereich der Quelle wird auch Hirschler Brink genannt und befindet sich knapp einen Kilometer nordöstlich der Innerstequelle. Bereits nach wenigen hundert Metern wird der Zellbach gemeinsam mit einigen anderen namenlosen Quellbächen im Hirschler Teich angestaut, einer Talsperre des Oberharzer Wasserregals, welches den Zellbach auf seiner gesamten Länge wesentlich beeinflusst. Hier wird das Wasser heute zur Trinkwassergewinnung genutzt.
Nach Durchlaufen des Hirschler Teiches fließt das Wasser des Zellbaches in den Oberen Pfauenteich, von dort aus in den Mittleren Pfauenteich, von dort weiter in den Unteren Pfauenteich. Alle diese Anlagen sind Bestandteile des Oberharzer Wasserregals und werden heute hauptsächlich aus Gründen des Denkmal- und Naturschutzes weiter betrieben. Die Fließrichtung des Zellbaches geht dabei in Richtung Nordwesten.
Der Grundablass des Unteren Pfauenteiches ist stets leicht geöffnet und gewährleistet damit, dass das unterhalb gelegene Flussbett stets einige Liter Wasser führt. Von hier aus geht der Zellbach weiterhin in nordwestlicher Richtung zum östlichen Stadtgebiet des Clausthal-Zellerfelder Stadtteiles Clausthal. Intensive Bergbautätigkeiten der vergangenen Jahrhunderte, aber auch Grundstückserweiterungen im 20. Jahrhundert haben bewirkt, dass der Zellbach dort zu einem großen Teil verrohrt bzw. in einem Stollen unter aufgeschüttetem Gelände geführt wird. Da diese Verrohrung zum Teil nicht ausreichend dimensioniert worden ist, gibt er immer wieder Probleme bei Hochwasser.
Im Stadtgebiet von Clausthal kommt als nennenswerter Zufluss von rechts der Eschenbach hinzu, der wie der Zellbach sehr stark durch Bergbautätigkeiten verändert worden ist und ebenfalls durch mehrere Oberharzer Teiche aufgestaut wurde. An der Stelle des Zusammenflusses gibt es auch eine Ableitung durch einen Oberharzer Graben, dem Bremerhöher Graben, der hier bei Niedrigwasser einen großen Teil des Abflusses ableitet.
Auf der Fließstrecke zwischen dem Unteren Pfauenteich und dem Alten Bahnhof wird der Zellbach auch heute noch von vielen Anwohnern Hornbach genannt.
Im Bereich des heutigen Kreisels knickt die Fließrichtung in Richtung Westen ab. Hier bildet der Zellbach auf einige hundert Meter die Grenze zwischen den ehemals eigenständigen Städten Clausthal und Zellerfeld. Nach Passieren des Alten Bahnhofs verläuft der Zellbach endgültig als offenes Fließgewässer. Ein Teilstrom wird an dieser Stelle noch als Bypass in den Eulenspiegler Teich eingeleitet. Westlich des Eulenspiegler Teiches knickt die Fließrichtung in Richtung Südwesten ab und der Zellbach nimmt noch einige kleinere Zuflüsse aus dem Bereich der Zechenteiche und des Carler Teiches auf.
Der Zellbach durchfließt nun in südwestlicher Richtung das Zellerfelder Tal. An dieser Stelle wird er auf der linken Seite durch eine Pochsandhalde aus dem Bergbau, auf der rechten Seite durch die Kreisstraße K 37 begrenzt. Darüber hinaus gibt es noch eine Ableitung in den 4. Pochgraben, der heute eine Nutzung zur Energieerzeugung erfährt. Im Bereich des Zellerfelder Tales und unterhalb weist der Zellbach eine für den Landkreis Goslar außergewöhnlich hohe Gewässergüte auf.
Als weiterer Zufluss ist unterhalb des Zellerfelder Tales noch ein Bach aus dem Großen Clausthal zu nennen, der ebenfalls bis dorthin zu einem großen Teil unterirdisch verlaufen ist.
Zwischen Frankenscharrnhütte und Silbernaal fließt der Zellbach in die Innerste. Er ist an dieser Stelle eigentlich das wasserreichere Gewässer.

## Wasserqualität und Geologie
Der Zellbach ist bereits wenige hundert Meter unterhalb der Quelle durch Bergbau- und Siedlungstätigkeiten massiv verändert worden. Im Bereich des Zellerfelder Tales weist er noch die Gewässergüteklasse I - II aus. Durch die Oberharzer Bergbautätigkeiten, insbesondere durch die Nachbarschaft zu mehreren als Altlasten einzustufenden Halden aus Bergbau und Verhüttung weist der Zellbach deutlich erhöhte Schwermetallwerte bei den Parametern Zink, Blei, Cadmium und Kupfer auf. Sein chemischer Gesamtzustand im Überwachungsbereich unterhalb des Klosterhofs wird im Wasserkörperdatenblatt von 2016 wegen der hohen Quecksilberanteile in den Biota als „schlecht“ eingestuft. Dort wird wegen des geradlinigen Verlaufs der ökologische Gesamtzustand als „unbefriedigend“ eingestuft, jedoch der Sauerstoffhaushalt als „gut“.
Die Geologie des Einzugsgebietes ist ansonsten geprägt durch die harztypische Wechsellagerung von Tonschiefer und Grauwacke. Der Zellbach wird vom Fließgewässertyp als grobmaterialreicher, silikatischer Mittelgebirgsbach eingeordnet.